# Adelmir Santana
Adelmir Araújo Santana (Nova Iorque, 19 de abril de 1945) é CEO da ACE Relações Institucionais, empresário e político brasileiro. Já foi presidente da Fecomércio-DF, entidade que administra o SESC, Senac, Fecomércio-DF, Instituto Fecomércio.
Formado em administração de empresas pelo Uniceub, Adelmir chegou em Brasília em 1964. Empresário do ramo farmacêutico, tornou-se presidente do Sistema Fecomércio do Distrito Federal, pela primeira vez, em 2001. Em 2010, assumiu seu terceiro mandato à frente da Federação, do Instituto Fecomércio e dos conselhos regionais do SESC e do SENAC.
Em 2002, foi eleito primeiro suplente do senador Paulo Octávio. Quando este foi eleito vice-governador do Distrito Federal em 2006, Adelmir Santana assumiu definitivamente a vaga pelo DEM, em 3 de janeiro de 2007.
Em outubro de 2007 desfiliou-se do DEM para ingressar no PR mas retornou em seguida. Acertou nova troca de legenda partidária em 2009 ingressando no PSB, chegando mesmo a organizar um evento para anunciar a troca, porém não compareceu ao evento, dizendo por telefone: "Estou sofrendo uma pressão tremenda desde a madrugada. Vão tomar meu mandato. Não dá para sair."
No Senado, foi relator da Lei do Microempreendedor Individual (EI), que contempla os empreendedores com receita bruta de até R$ 36 mil ao ano. É o caso de costureiras, sapateiros, manicures, barbeiros, marceneiros, encanadores, mecânicos e pintores de parede. Graças a essa lei, hoje esses trabalhadores têm mais facilidades para legalizar o negócio e direito à aposentadoria, dentre outras vantagens.
Nas eleições gerais de 2010, Aldemir Santana obteve 45.712 votos para deputado federal pelo Distrito Federal , conquistando a segunda suplência. Participante e ativista dos setores de comércio e serviços, acumula ao longo dos anos importantes cargos e condecorações. Além de senador, foi também presidente do conselho deliberativo do Sebrae Nacional, pelos biênios 2007/2008 e 2009/2010 e vice-presidente da Confederação Nacional do Comércio (CNC).
Adelmir Santana é empresário e foi senador da República pelo Distrito Federal. Defensor do desenvolvimento econômico, político e social brasileiro, Adelmir presidiu no DF a Federação do Comércio, o Sesc, o Senac e o Instituto Fecomércio. Essas instituições têm como missão contribuir para promoção da atividade empresarial, bem como para formação profissional dos trabalhadores dos setores de comércio, serviços e turismo.
Ainda no âmbito do Distrito Federal, Adelmir Santana foi presidente do Conselho Deliberativo do Sebrae-DF[ligação inativa], presidiu o Conselho Deliberativo do Centro de Tecnologia de Software de Brasília, o Conselho Consultivo da Associação Júnior Achievement, além de feito parte de importantes conselhos na área de saúde e desenvolvimento econômico e social ligados aos governos federal e local.
Foi vice-presidente da Câmara de Comércio Líbano-DF e membro do Conselho Consultivo do curso de Administração da Universidade Católica de Brasília e da Câmara de Comércio Brasil-Portugal-Brics, essa última em âmbito nacional.  
Atualmente, Adelmir Santana é CEO da ACE Relações Institucionais, empresa de Relações Institucionais e Governamentais, com 12 anos de mercado. A ACE é especialista na elaboração de estratégias de atuação dentro do Poder Legislativo Federal, e no monitoramento de propostas legislativas, com o intuito de identificar alternativas e caminhos que representem o interesse de seus clientes. Além de ser especialista no fortalecimento da imagem institucional, que visam promover maior interação entre nossos clientes e as autoridades de interesse, sejam eles membros do Poder Executivo, parlamentares, agências reguladoras, ou associações de representação civil.